# گولگووی
گولگووی (به انگلیسی: Goolgowi) یک شهرک در استرالیا است که در Carrathool Shire واقع شده‌است.